# Distrito de Kishim
Kishim (también "Keshem") es uno de los 29 distritos de la Provincia de Badakhshan, Afganistán. El distrito está ubicado en el Valle Keshem, una zona rural en el límite occidental de la provincia. Es el segundo distrito más poblado de la provincia, con una población de aproximadamente 63.000 personas.
- Datos: Q2879146